# Rezeptoraktivität-modifizierende Proteine
Rezeptoraktivität-modifizierende Proteine (Receptor activity-modifying proteins, kurz RAMPs) sind Proteine, die durch Dimerisierung mit einem G-Protein-gekoppelten Rezeptor seine Konformation und somit seinen zellulären Transport steuern. Derzeit sind fünf verschiedene Rezeptoraktivität-modifizierende Proteine bekannt: RAMP1, RAMP2, RAMP3, RAMP4 und RAMP5.
Durch ihre Anbindung kann jedoch nicht nur ein Transport des Rezeptors zur Zellmembran erreicht werden, sondern auch die Funktion des Rezeptors selbst moduliert werden. Ein Beispiel dafür ist der Calcitonin-Rezeptor-ähnliche Rezeptor (calcitonin receptor-like receptor), der in Gegenwart von RAMP1 als Rezeptor für das Calcitonin Gene-Related Peptide (Calcitonin-Gene-Related-Peptide-Rezeptor) und in Anwesenheit von RAMP2 als Rezeptor für Adrenomedullin (Adrenomedullinrezeptor) fungiert.